# رویکوواتس
رویکوواتس (به صربی: Rujkovac) یک منطقهٔ مسکونی در صربستان است که در مدوجا واقع شده‌است. رویکوواتس ۲۶۷ نفر جمعیت دارد.